# Mathias Énard
Mathias Énard (n. 11 ianuarie 1972, Niort, Poitou-Charentes, Franța) este un scriitor și traducător francez. 

## Biografie
Énard a studiat la Institut national des langues et civilisations orientales (INALCO) din Paris limba arabă și persană. După lungi șederi în Orientul Mijlociu, trei ani la Damasc, doi ani la Beirut și un an la Teheran s-a mutat la Barcelona în 2000. Acolo a fost angajat al diferitelor reviste culturale. În plus, a fost membru al comitetului de redacție al revistei franceze pentru literatură și filozofie Inculte. Din 2010 a predat limba arabă la Universitatea Autonomă din Barcelona . 
Énard a fost stipendiat la Villa Medici din Roma în 2005/2006. În anul 2011, a fondat la Paris, împreună cu alții, ediția graficăă scrawitch. În 2013/14 a fost invitat al programului DAAD Artists-in-Berlin . 
Romanul său din 2008 Zone este monologul interior al unui veteran al războiului iugoslav, care cuprinde 500 de pagini într-o singură frază fără punct. Romanul l-a făcut cunoscut la nivel internațional. După mai multe premii pentru romanele sale, Énard a primit cel mai prestigios premiu literar francez pentru Boussole, în 2015, Premiul Goncourt. 

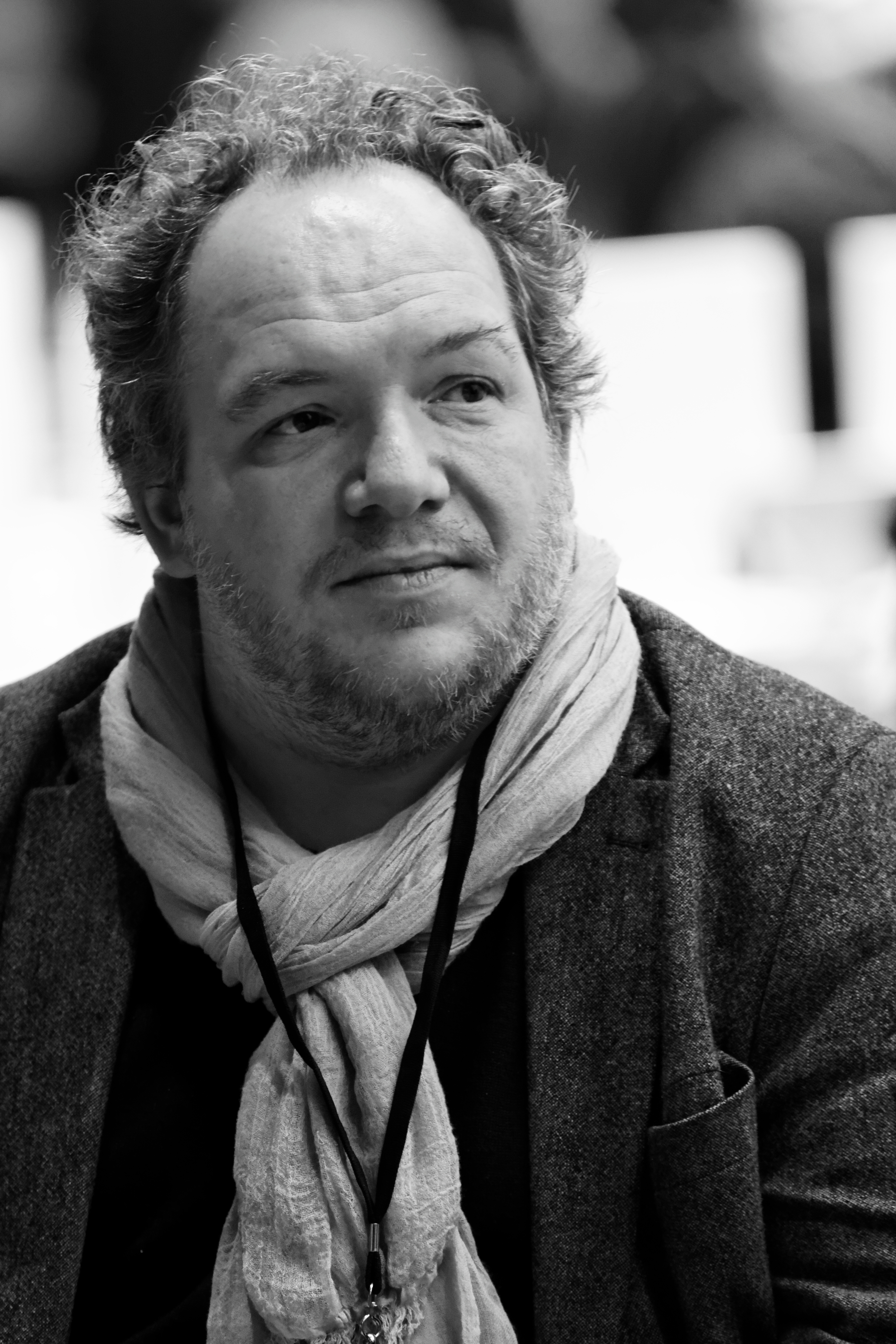
Mathias Énard (2013)

Énard locuiește în Barcelona.

## Opere
- 1990: Travail de nuit, (poezii).
- 1990: Parfois entre nous la mer (poezii).
- 2003: La Perfection du tir. Actes Sud, Arles, ISBN 978-2-7427-4412-1 ; Reeditare: Actes Sud, Arles 2008, ISBN 978-2-7427-7691-7
- 2005: Remonter l'Orénoque. Actes Sud, Arles. Reeditare 2012: ISBN 978-2-330-01394-3 .
- 2007: Bréviaire des artificiers. cu ilustrații de Pierre Marquès, Verticales
- 2008: Zona . Actes Sud, Arles, ISBN 978-2-7427-9302-0
- 2009: Mangée, mangée ; Ilustrații: Pierre Marquès. Actes Sud Junior, Paris, ISBN 978-2-7427-8511-7
- 2010: Parle-leur de batailles, de rois et d’éléphants. Actes Sud, Arles, ISBN 978-2-7427-9362-4
- 2011: L’alcool la nostalgia . Éditions Inculte, Paris, ISBN 978-2-916940-48-9
- 2012: Rue des voleurs . Actes Sud, Arles, ISBN 978-2-330-01267-0
- 2013: Tout sera oublié, cu ilustrații de Pierre Marquès. Actes Sud, Arles, ISBN 978-2-330-01808-5
- 2015: Boussole . Actes Sud, Arles, ISBN 978-2-330-05312-3

### Traduceri în limba română
- Vorbește-le despre bătălii, regi și elefanți (titlul original Parle-leur de batailles, de rois et d’elephants), 2017, editura Nemira, ISBN 978-606-43-0035-5
- Busoala (titlul original Boussole), 2018, editura Nemira, traducător Cristian Fulaș, ISBN 9786064303530
- Dorință (titlul original Desir pour desir), 2019, editura Nemira, traducător Cristian Fulaș, ISBN 978-606-43-0587-9
- Banchetul anual al confreriei groparilor (titlul original Le banquet annuel de la confrerie des fossoyeurs), 2024, editura Nemira, traducător Cristian Fulaș, ISBN 978-606-43-1969-2

În octombrie 2019, Mathias Énard este prezent la Iași, în cadrul Festivalului Internațional de Literatură și Traducere din Iași (FILIT).

## Traduceri în franceză
- Mirzâ Habib Esfahâni : Épître de la Queue. Éditeurs Verticales 2004
- Youssef Bazzi : Arafat m'a regardé et m'a souri. Éditions Verticales, 2007

## Premii și onoruri

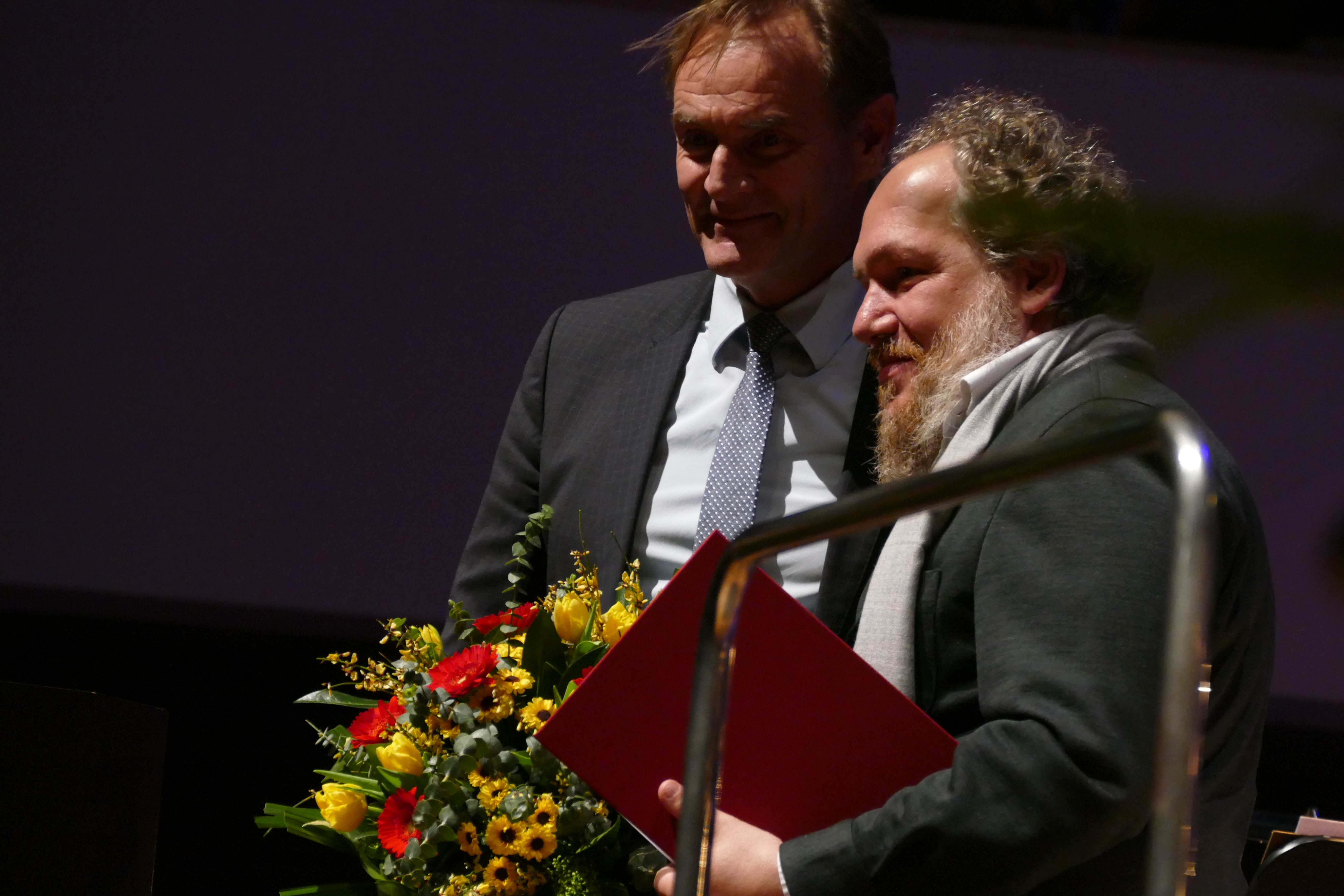
Mathias Énard la Targul de Carte de la Leipzig 2017.

- 2004: Prix des cinq continents de la Francophonie pentru La Perfection du tir
  - Prix Edmée de La Rochefoucauld pentru aceeași carte
- 2005: Bursa pentru Vila Medici din Roma
- 2008: Prix Décembre și Premiul Candide (împreună cu Martin Kluger ) pentru Zone
- 2009: Prix du Livre Inter pentru Zone
- 2010: Prix Goncourt des lycéens pentru Parle-leur de batailles, rois et d’éléphants
- 2015: Prix Goncourt pentru Boussole
- 2017: SWR Leaderboard, locul 2 în ianuarie pentru Boussole
  - Premiul pentru carte din Leipzig pentru Bussole[17]
  - Nominalizarea traducerii Kompass la Târgul de carte din Leipzig
  - Nominalizarea (shortlist) pentru Compass pentru Man Booker Internațional Prize
  - Premiul Gregor von Rezzori pentru Bussola
- 2018: Premiul pentru literatură Konrad-Adenauer-Stiftung